# هنر رابطه‌ای
هنر رابطه‌ای (به انگلیسی: Relational art) یا زیبایی‌شناسی رابطه‌ای (به انگلیسی: relational aesthetics)، حالت یا گرایشی در هنرهای زیبا است که توسط منتقد هنری فرانسوی نیکلاس بوریو مشاهده و برجسته شده‌است. بوریو این رویکرد را این‌گونه تعریف کرد: «مجموعه‌ای از کنش‌های هنری که نقطه عزیمت نظری و عملی خود را به‌جای فضایی مستقل و خصوصی، کل روابط انسانی و زمینه اجتماعی آن‌ها می‌دانند». در هنر رابطه‌ای هنرمند را می‌توان به‌عنوان «کاتالیزور» در نظر گرفت، نه این‌که در مرکز قرار گیرد.

## ریشه‌شناسی نام
یکی از اولین تلاش‌ها برای تحلیل و طبقه‌بندی هنر از دهه ۱۹۹۰، ایده هنر رابطه‌ای توسط نیکلاس بوریو در سال ۱۹۹۸ در کتاب زیبایی‌شناسی رابطه‌ای توسعه یافت. این واژه برای اولین بار در سال ۱۹۹۶ در کاتالوگ نمایشگاه ترافیک به سرپرستی بوریو در موزه هنر معاصر سی‌ای‌پی‌سی در بوردو استفاده شد. ترافیک شامل هنرمندانی می‌شد که بوریو در طول دهه ۱۹۹۰ در نقدهایش به آن‌ها اشاره می‌کرد، مانند هنری باند، ونسا بیکرافت، مائوریزیو کاتلان، دومینیک گونزالس-فورستر، لیام گیلیک، کریستین هیل، کارستن هولر، پیر هویگیپه، پیر هیوگیپه، پارنو، گابریل اوروزکو، جیسون رودس، داگلاس گوردون و ریکریت تیروانیجا. این نمایشگاه عنوان و الهام خود را از فیلم ترافیک (۱۹۷۱) ژاک تاتی گرفته‌است، که در آن قهرمان تاتی یک طراح خودرو پاریسی است که مدل جدیدی را برای یک نمایشگاه بین‌المللی خودرو آماده می‌کند. کل فیلم تاتی در موردی است که به یک استراتژی اساسی زیبایی‌شناسی رابطه تبدیل شد، به‌خصوص برای تیروانیجا، کل فیلم تاتی دربارهٔ سفر طراح به نمایشگاه خودرو است که درست در زمان پایان نمایشگاه به آن‌جا می‌رسد.

### زیبایی‌شناسی رابطه‌ای
بوریو مایل است به گونه‌ای به هنر نزدیک شود که از «پناه گرفتن در پشت تاریخ هنر دهه شصت» خودداری کند، و در عوض به‌دنبال ارائه معیارهای متفاوتی است که بر اساس آن آثار هنری اغلب مبهم و باز دهه ۱۹۹۰ را تحلیل کند. برای دستیابی به این هدف، بوریو زبان رونق اینترنت دهه ۱۹۹۰ را با استفاده از اصطلاحاتی مانند کاربردپذیری، تعامل و خودت انجام بده وارد می‌کند. بوریو در کتاب پس از تولید: فرهنگ به عنوان فیلمنامه: چگونه هنر جهان را دوباره برنامه‌ریزی می‌کند (۲۰۰۲) «زیبایی‌شناسی رابطه‌ای» را آثاری توصیف می‌کند که نقطه عزیمت خود را از فضای ذهنی در حال تغییر و باز شدن توسط اینترنت می‌داند.

### هنر رابطه‌ای
بوریو مفهوم زیبایی‌شناسی رابطه‌ای را از طریق نمونه‌هایی از آنچه او هنر رابطه‌ای می‌نامد بررسی می‌کند. از نظر بوریو، هنر رابطه‌ای شامل «مجموعه‌ای از کنش‌های هنری است که به‌جای فضایی مستقل و خصوصی، کل روابط انسانی و بافت اجتماعی آن‌ها را نقطه عزیمت نظری و عملی خود می‌دانند». این اثر هنری یک محیط اجتماعی ایجاد می‌کند که در آن افراد گرد هم می‌آیند تا در یک فعالیت مشترک شرکت کنند. بوریو ادعا می‌کند: «نقش آثار هنری دیگر شکل‌دادن به واقعیت‌های خیالی و آرمان‌شهری نیست، بلکه در واقع شیوه‌های زندگی و الگوهای عمل در واقعیت موجود، در هر مقیاسی که هنرمند انتخاب می‌کند، است».
رابرت استام، رئیس مطالعات رسانه‌های جدید و فیلم در دانشگاه نیویورک، اصطلاحی را برای گروه فعالیت مشترک ابداع کرد: مردم شاهد. مردم شاهد «مجموعه‌ای از افراد هستند که توسط رسانه‌ها و از طریق رسانه‌ها تشکیل می‌شوند و به‌عنوان ناظر بی‌عدالتی‌هایی عمل می‌کنند که ممکن است گزارش نشده یا بی‌پاسخ مانده باشند». معنای هنر رابطه‌ای زمانی ایجاد می‌شود که ادراک هنر تغییر کند درحالی‌که مصنوع اصلی دست‌نخورده باقی بماند.
در هنر رابطه‌ای، مخاطب به‌عنوان یک جامعه در نظر گرفته می‌شود. به‌جای این‌که اثر هنری رویارویی بین بیننده و شیء باشد، هنر رابطه‌ای باعث ایجاد رویارویی بین افراد می‌شود. از طریق این برخوردها، به‌جای این‌که معنا در فضای مصرف فردی باشد، «به‌طور جمعی» توضیح داده می‌شود.